# Яниш, Николай Андреевич
Николай Андреевич Яниш (нем. Nikolai Jänisch; 1767—1848) — российский врач.

## Биография
Родился в Выборге 3 мая 1767 года[по какому календарю?]. Его отец, нем. Andreas Niкlasson Jänisch (29.02.1732—08.01.1792), с 1756 года женатый на Катарине Маргарете Сутгофф — сестре Ганса Сутгофа, отца Н. И. Сутгофа. В семье кроме Ниолая были: Йоахим (1757—1830), Хелена (1858—1823), Катарина Маргарета (1760—1785), Кристина Элизабет (1761—?), Андрей (1763—1833) и Фредерик (1772—1773).
Диплом врача получил в Гёттингенском университете, где учился в 1790—1793 годах. По приезде в Петербург он держал в медицинской коллегии экзамен, получил 28 апреля 1794 года право практики в России и уехал в Выборг. Когда же в России были учреждены врачебные управы, он был определён инспектором Тульской врачебной управы. Затем получил назначение доктором в итальянскую армию генералиссимуса князя А. В. Суворова; в течение всего итальянского похода посылал доклады о больных, раненых, убитых и умерших в русской армии в медицинскую коллегию.
По окончании военных действий, в 1800 году он был назначен инспектором студентов Московской медико-хирургической академии с чином надворного советника. В 1802 году получил перевод инспектором студентов в Санкт-Петербургскую медико-хирургическую академию, однако с возвращением в Петербург случилась задержка, его место было занято другим, и Яниш в 1802 году получил место старшего доктора в Выборгском военно-полевом госпитале. В 1812 году был произведён в статские советники.
В феврале 1809 года (по другим сведениям в 1804 году), в Москве женился на Доротее Элизабет (1784—1847), дочери доктора Хенрика Фрезе и его жены Анны Софи (урожденной фон Танненберг). Их сын, Nikolaus Henrik (1805—1807) умер младенцем; дочь, Джули Софи (1806—1878), вышла замуж за финского предпринимателя в Выборге Юхана Фредрика Хакмана-младшего; у них было 12 детей (6 сыновей и 6 дочерей), известность из которых получил Вильгельм Хакман.
Умер в Выборге 7 августа 1848 года[по какому календарю?].